# Daleman (Nguter)
Daleman is een bestuurslaag in het regentschap Sukoharjo van de provincie Midden-Java, Indonesië. Daleman telt 2019 inwoners (volkstelling 2010).